# Adolf Albin

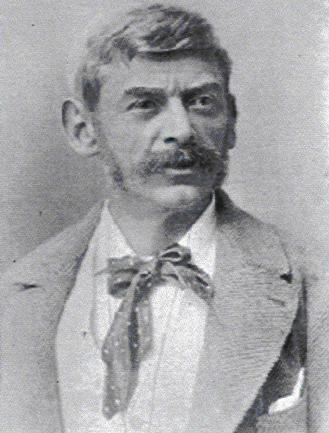
Adolf Albin

Adolf Albin (Boekarest, 14 september 1848 — Wenen, 1 februari 1920) was een Roemeens schaker.
Hij leerde op vrij late leeftijd schaken en was geen sterke speler, hij hoorde dan ook niet tot de top tien van schakers uit die jaren. Hij bezorgde ons wel een aantal openingsvarianten waarvan het Albins tegengambiet uit het geweigerd damegambiet wel de voornaamste is. Deze opening werd voor het eerst gespeeld tijden een kampioenschap van Italië door Cavalotti. Albin bestudeerde haar en gaf haar zijn naam.
De zetten zijn 1.d4 d5 2.c4 e5